# 種差別

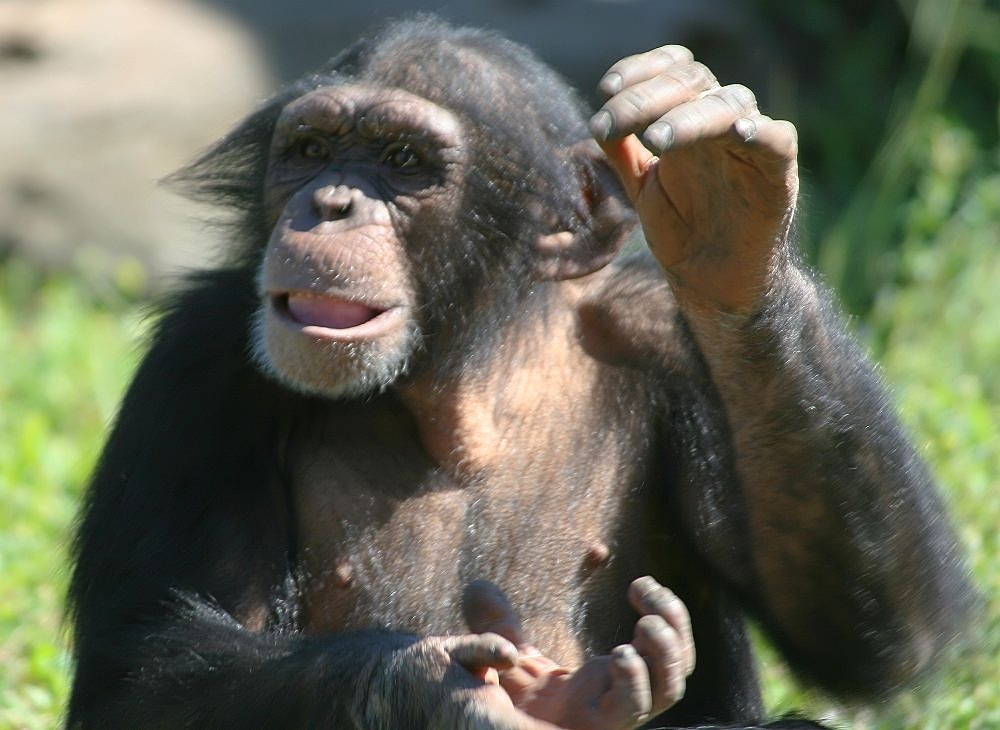
チンパンジー

種差別（しゅさべつ、英語: speciesism）とは、ヒト以外の生物に対する差別である。人種差別 (racism) などにならって作られた用語で、ヒトのみを特権づけ、他の生物をないがしろにする差別（人間中心主義）は不当だとする、ピーター・シンガーら動物の権利（アニマルライツ）の唱道者らによって主に使用される。

## 概要
この言葉は、1973年に心理学者のリチャード・D・ライダーが作ったもので、1975年にピーター・シンガーが出版した『動物の解放』（Animal Liberation）によって広く知られる様になった。『動物の解放』は種差別を告発し、種差別批判を根底的に推し進めた上でその根拠を示した書物である。シンガーの主張は、彼が拠って立つ功利主義の立場から、われわれは快苦を感じそれを表現することができる存在に等しく道徳的配慮をするべきであるというもので、知能やヒトにとっての有用さという観点からの差別は正当化されるものではないとする。また、シンガーは快苦を感じ表現する能力の度合いに応じて配慮の度合いを変えることを容認している。
種差別とは、種が違う事を根拠にヒトとそれ以外の動物を差別することである。しばしば、誤解されがちだが、ヒトが動物に対して線引き（クジラやイヌは食べるべきではないが、ウシやブタやニワトリは食べても良いといった様な）をすることではない。種差別に反対する立場から生まれた動物の権利思想は工場畜産、動物実験、狩猟、サーカス、動物園などを廃止し、人類にヴィーガニズムと菜食主義を呼びかけている。

## 動物の権利
ヒト以外の動物の権利を認める動きが近年活発になっている。アルゼンチンでは2016年にチンパンジー、2019年にオランウータンを動物園から釈放し、保護区に移すよう命じた。2017年にはコロンビアの最高裁判所が、メガネグマを動物園から釈放して自然保護区への移送を命じた。2021年10月には、カバの処遇を巡る訴訟で、米オハイオ州の地方裁判所がカバを原告とすることを認めた。
一方で、2022年6月15日には、米ニューヨーク州最高裁判所が、知能が高いことで有名なアジアゾウの「ハッピー (ゾウ)」をブロンクス動物園から釈放すべきかどうかについて、「ハッピー」に人権はないと判断した。